# Find Me Guilty
Find Me Guilty (Brasil: Sob Suspeita / Portugal: Mafioso Quanto Baste...)[carece de fontes?] é um filme teuto-estadunidense de 2006 dirigido por Sidney Lumet.

## Sinopse
Após anos de investigação de autoridades federais, 20 membros da família Lucchese, a maior família de mafiosos  nos Estados Unidos, foram levados a julgamento para responderem por 76 diferentes crimes. O governo americano se preparava para derrubar os Lucchese, até que um dos réus decide fazer o impensável: dispensar seus advogados e passar a fazer sua própria defesa. Munido de determinação implacável e um senso de humor aguçado, ele surpreende todo o tribunal com um estilo de defesa nada convencional.

## Elenco
- Vin Diesel .... Giacomo "Jackie Dee" DiNorscio
- Peter Dinklage .... Ben Klandis
- Linus Roache .... Sean Kierney
- Ron Silver .... Juiz Finestein
- Alex Rocco .... Nick Calabrese
- Annabella Sciorra .... Bella DiNorscio
- Raúl Esparza .... Tony Compagna
- Richard Portnow .... Max Novardis
- Robert Stanton .... Chris Newberger
- Marcia Jean Kurtz .... Sara Stiles
- Domenick Lombardozzi .... Jerry McQueen
- James Biberi .... Frank Brentano
- Paul Borghese .... Gino Mascarpone
- Richard DeDomenico .... Tom "Nappy" Napoli
- Michalina Almindo .... Namorada de Gino

## Recepção
No site agregador de críticas Rotten Tomatoes, 61% das 104 avaliações dos críticos são positivas. O consenso diz que o filme tem uma "duração excessiva e narrativa pesada para manter-se e alcançar o seu pleno potencial, mas o desempenho de Vin Diesel é bom, vale a pena assistir".